# Spritz

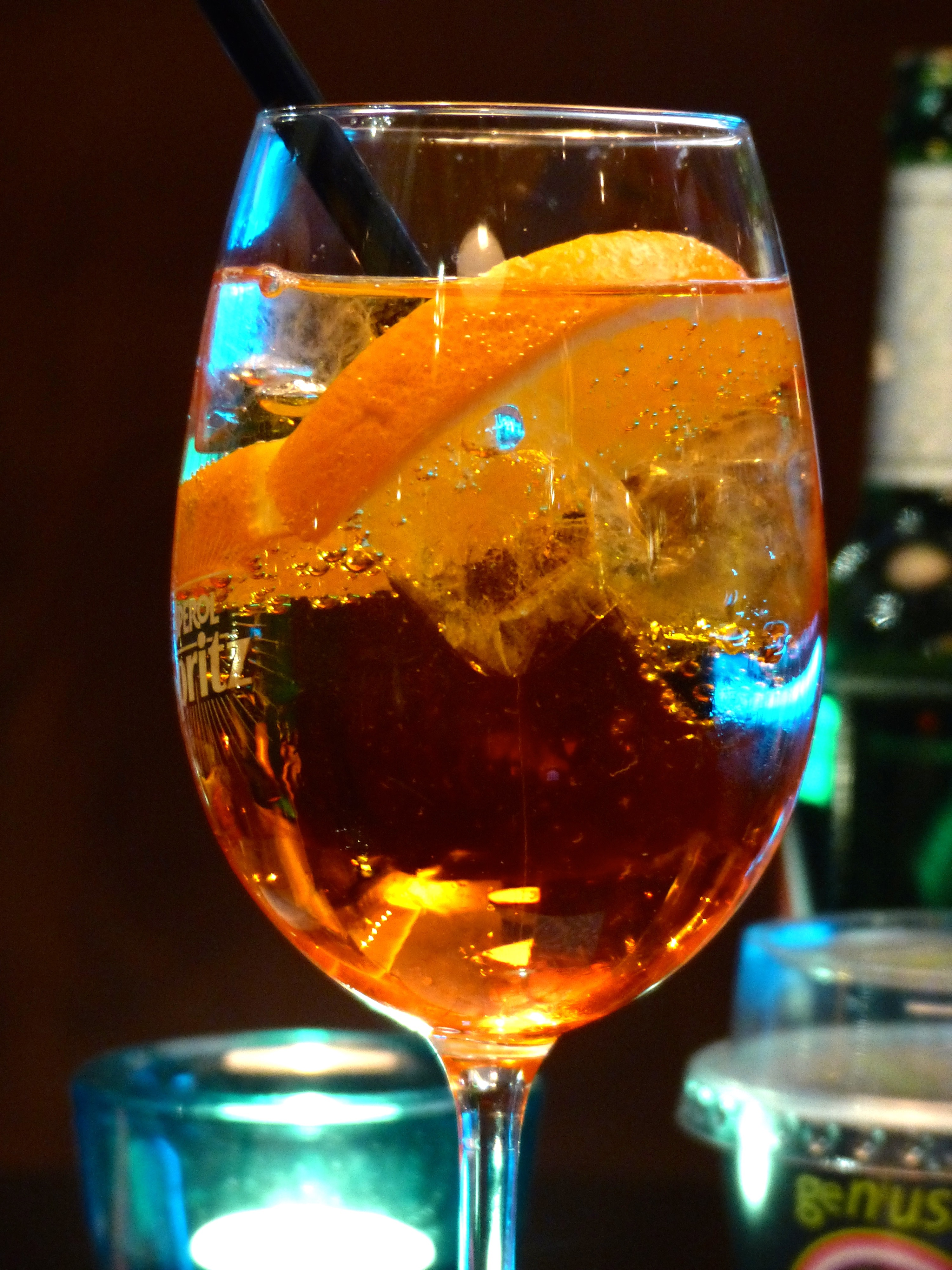
Aperol Spritz

Der Spritz, auch Sprizz oder Veneziano (venezianisch Spriz, Spriss oder Sprisseto), ist ein Mixgetränk aus Prosecco oder Weißwein und Mineralwasser und einem Likör. 
Er ist seit 1920 in Venedig und Venetien, im Friaul und in Trentino-Südtirol beliebt, wird aber mittlerweile weltweit angeboten.

## Zubereitung
Als Aperitif wird der Spritz meist aus Weißwein aus dem Veneto oder Prosecco, Mineralwasser und Beigabe von Aperol, Limoncello oder Campari, seltener auch mit Cynar oder anderen Likören gemischt. Üblicherweise wird er auf Eiswürfeln mit einer Orangen- oder Zitronenscheibe serviert. Das klassische Mischverhältnis des Spritz mit Aperol oder Campari sind drei Teile Sekt, zwei Teile Likör und ein Teil Mineralwasser.

## Namensherkunft und Verbreitung
Der Ausdruck „Spritz“ dürfte eine phonetische Verkürzung von „Gespritzter“ sein, der österreichischen Bezeichnung für die Mischung von Wein und Mineral- oder Sodawasser, die die Norditaliener während der Zugehörigkeit der Region zu Österreich bis 1866 übernommen haben.
In den vergangenen Jahren wurde der Spritz auch außerhalb Italiens bekannt und zu einem festen Bestandteil der Barkultur. Inzwischen werden Fertigmixe in der Dose oder Flasche mit unterschiedlichen Rezepturen angeboten.